# Stephen Hendrie
Stephen Hendrie (Glasgow, 8 gennaio 1995) è un calciatore scozzese, difensore dell'Hamilton Academical.

## Caratteristiche tecniche
È un terzino sinistro.

## Carriera

### Club
Ha giocato nella prima divisione scozzese.

### Nazionale
Ha giocato nelle nazionali giovanili scozzesi Under-17, Under-19, Under-20 ed Under-21.